# Список Океанід
У давньогрецькій міфології Океаніди — дочки Океана і Тетії, німфи. Сини останніх вважались річковими богами.

## Список Океанід
Список дочок Океана і Тетії.
1. Акаста
2. Адмета
3. Етра
4. Амальтея
5. Амфіро
6. Амфітріта — часто приписується до нереїд, аніж до океанід.
7. Анхіроя
8. Антракія — одна з німф, які доглядали малюка Зевса
9. Аргія
10. Асія — сестра Європи
11. Бероя
12. Больба
13. Зевксіппа
14. Клеодора
15. Калліроя
16. Каліпсо
17. Камаріна[6]
18. Кафіра[7]
19. Керкіс
20. Кето
21. Хрісеїда
22. Кліо — не плутати із музою Кліо
23. Клімена
24. Клітія
25. Крокала — супутниця Артеміди[8][9]
26. Даїра
27. Діона
28. Додона
29. Дорида — дружина морського бога Нерея, мати Нереїд.
30. Ідія — дружина Еета, мати Медеї
31. Електра — дружина Тавманта, мати Іриди, Арки та Гарпій
32. Ефіра
33. Евгорея
34. Евдора
35. Європа
36. Еврінома
37. Галаксаура
38. Главка — одна з німф, які доглядали малюка Зевса
39. Хагно — одна з німф, які доглядали малюка Зевса
40. Гесіона — дружина Прометея
41. Гіппо
42. Гіала — супутниця Артеміди
43. Іака
44. Яніра
45. Янта
46. Ітома — одна з німф, які доглядали малюка Зевса
47. Левкіппа
48. Лісітея
49. Мелія
50. Мелібоя
51. Меліта
52. Мелободіда
53. Менесто
54. Меропа
55. Метіда — богиня мудрості, перша дружина Зевса
56. Міртісса — одна з німф, які доглядали малюка Зевса
57. неда — одна з німф, які доглядали малюка Зевса
58. Немесіда
59. Нефела — супутниця Артеміди
60. Окіроя
61. Іноя — одна з німф, які доглядали малюка Зевса
62. Озомена [10]
63. Пасіфоя
64. Пейто
65. Перібея
66. Персида
67. Петрея
68. Пеано
69. Фіала — супутниця Артеміди
70. Філіра — мати Хірона, дружина Кроноса
71. Фрікса — одна з німф, які доглядали малюка Зевса
72. Плейона — мати Плеяд, дружина Атланта
73. Плексара
74. Плуто- мати Тантала, якого народила від Зевса
75. Полідора
76. Проноя
77. Прімно
78. Псекада -супутниця Артеміди
79. Реніда — супутниця Артеміди
80. Роде
81. Родопа
82. Стілпо
83. Стікс
84. Телесто
85. Тісоя — одна з німф, які доглядали малюка Зевса
86. Тоя
87. Тіхе
88. Уранія — не плутати із музою Уранією
89. Ксанте
90. Зевксо

## Список річкових богів
Список синів Океана і Тетії
1. Ахелой
2. Ахеронт
3. Агранант
4. Еей
5. Еагей
6. Есар
7. Есеп
8. Альмо
9. Алфей
10. Амнісос
11. Амфріс
12. Анап
13. Анавр
14. Анігр
15. Апідон
16. Ара
17. Аракс
18. Ардеск
19. Арн
20. Асоп
21. Астеріон
22. Аксій
23. Бафір
24. Борисфен
25. Бріхон
26. Кекін
27. Кекус
28. Каістер
29. Кебрен
30. Кефісс
31. Хремет
32. Кладеос
33. Кокіт
34. Катей
35. Крініс
36. Кідн
37. Кітер
38. Елісс
39. Еніпей
40. Ерасін
41. Ерідан
42. Ерімант
43. Евфрат
44. Еврот
45. Евен
46. Ганг
47. Граник
48. Аліакмон
49. Галіс
50. Гебр
51. Гептапор
52. Герм
53. Гідасп
54. Іліссос
55. Імбрас
56. Інах
57. Інд
58. Іноп
59. Ісмен
60. Істр
61. Ладон
62. Ламос
63. Лете
64. Лікорм
65. Марсій
66. Меандр
67. Мелес
68. Мінкій
69. Несс
70. Нестос
71. Ніл
72. Нумікій
73. Німфей
74. Оронт
75. Пактол
76. Парфеній
77. Фасіс
78. Піріфлегетон, або Флегетон
79. Рілліс
80. Пеней
81. Плейст
82. Порпакс
83. Рес
84. Рейн
85. Родій
86. Ріндак
87. Сатіній
88. Сангарій
89. Скамандр
90. Сімей
91. Сперхій
92. Стрімон
93. Сіметей
94. Танаїс
95. Термессос
96. Термодон
97. Тигр
98. Тітаресс